# كين كوبر
كين كوبر (بالإنجليزية: Ken Cooper)‏ هو لاعب كرة قدم أمريكية أمريكي، ولد في 1937 في إنيغما في الولايات المتحدة، وتوفي في 30 مايو 2017.